# Canon anti-char de 45 mm M1937 (53-K)

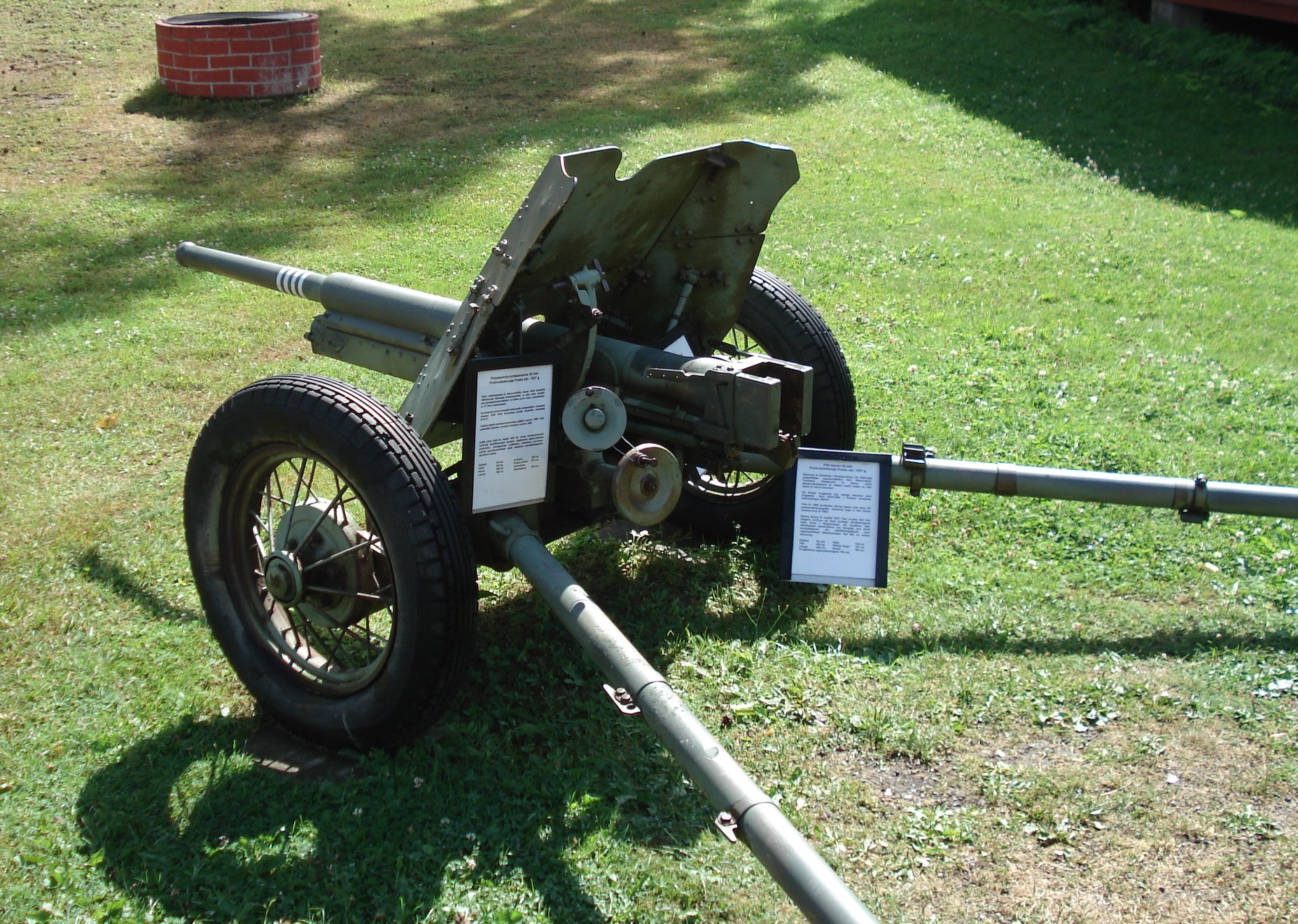
Vue de l'arrière du canon

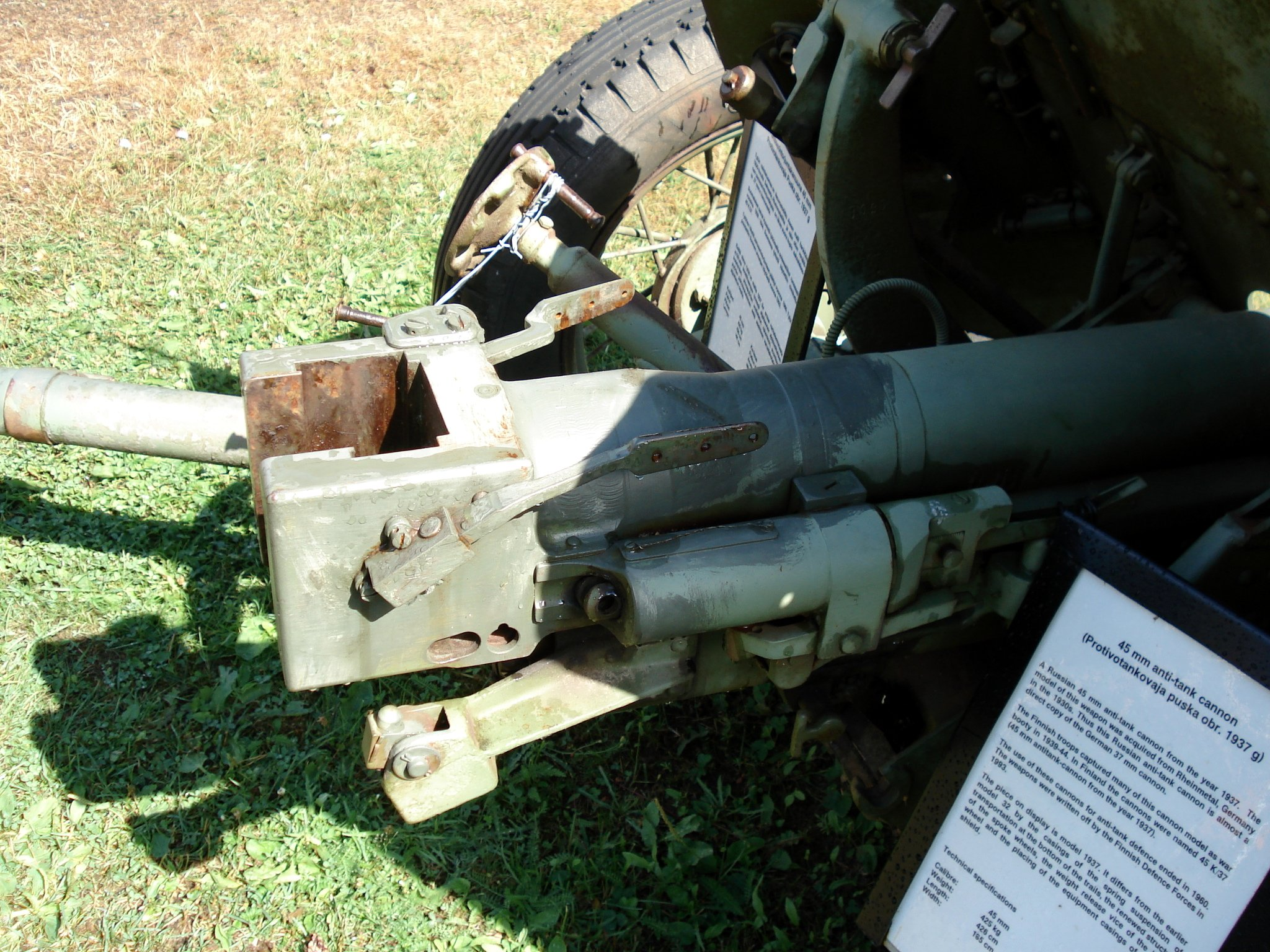
Culasse du canon

Le canon anti-char de 45 mm M1937 (53-K) est un canon anti-char léger à cadence rapide qui fut utilisé durant la première phase de la Grande Guerre patriotique et qui fut créé par le concepteur d'artillerie soviétique Mikhail Nikolaevich Loginov. Du fait de son insuffisante pénétration de blindage, il fut remplacé dans son service par le canon anti-char de 45 mm modèle 1942 (M-42) plus puissant.

## Sources
- (en) Cet article est partiellement ou en totalité issu de l’article de Wikipédia en anglais intitulé « 45 mm anti-tank gun M1937 (53-K) » (voir la liste des auteurs).